# Ctenostoma
Ctenostoma is een geslacht van kevers uit de familie van de loopkevers (Carabidae). De wetenschappelijke naam van het geslacht is voor het eerst geldig gepubliceerd in 1821 door Klug.

## Soorten
Het geslacht Ctenostoma omvat de volgende soorten:
- Ctenostoma abbreviatum Naviaux, 1998
- Ctenostoma acciavattii Naviaux, 1998
- Ctenostoma aeneum Naviaux, 1998
- Ctenostoma agnatum Chaudoir, 1860
- Ctenostoma albofasciatum Chaudoir, 1860
- Ctenostoma angustobliquatum W. Horn, 1924
- Ctenostoma arnaudi Naviaux, 1998
- Ctenostoma asperulum Bates, 1868
- Ctenostoma bahiaense Naviaux, 1998
- Ctenostoma batesii Chaudoir, 1860
- Ctenostoma bicristatum Chaudoir, 1860
- Ctenostoma bifasciatum Dejean, 1831
- Ctenostoma bondari W. Horn, 1938
- Ctenostoma brendelli Naviaux, 1998
- Ctenostoma brevicorne W. Horn, 1898
- Ctenostoma brevilabre W. Horn, 1931
- Ctenostoma breviusculum Mannerheim, 1837
- Ctenostoma brunneum Naviaux, 1998
- Ctenostoma cassolai Naviaux, 1998
- Ctenostoma cayennense Naviaux, 1998
- Ctenostoma chaudoiri (W. Horn, 1895)
- Ctenostoma compactum Naviaux, 1998
- Ctenostoma coracinum Naviaux, 1998
- Ctenostoma corculum Bates, 1868
- Ctenostoma crucifrons W. Horn, 1911
- Ctenostoma crudelum Naviaux & Schule, 2008
- Ctenostoma cylindratum Naviaux, 1998
- Ctenostoma davidsoni Naviaux, 1998
- Ctenostoma dentifrons W. Horn, 1901
- Ctenostoma deuvei Naviaux, 1998
- Ctenostoma dokhtourowi W. Horn, 1898
- Ctenostoma dormeri W. Horn, 1898
- Ctenostoma durantoni Naviaux, 1998
- Ctenostoma ebeninum Bates, 1868
- Ctenostoma eburatum Bates, 1872
- Ctenostoma ecuadorense Naviaux, 1998
- Ctenostoma erwini Naviaux, 1998
- Ctenostoma ferum Naviaux, 2005
- Ctenostoma flexuosum Naviaux, 1998
- Ctenostoma formicarium (Fabricius, 1801)
- Ctenostoma fryi Chaudoir, 1865
- Ctenostoma gautardi Chaudoir, 1869
- Ctenostoma germaini W. Horn, 1902
- Ctenostoma globifrons W. Horn, 1898
- Ctenostoma guatemalense Brouerius van Nidek, 1960
- Ctenostoma heydeni W. Horn, 1894
- Ctenostoma hirsutum W. Horn, 1892
- Ctenostoma hovorei Naviaux, 2005
- Ctenostoma ibidion Dohrn, 1880
- Ctenostoma ichneumoneum Dejean, 1826
- Ctenostoma immaculatum W. Horn, 1925
- Ctenostoma inca Naviaux, 1998
- Ctenostoma infimum Naviaux, 1998
- Ctenostoma insigne Chaudoir, 1860
- Ctenostoma intermedium Naviaux, 1998
- Ctenostoma jekeli Chevrolat, 1858
- Ctenostoma jonhsoni Naviaux, 1998
- Ctenostoma klugeanum W. Horn, 1915
- Ctenostoma laeticolor Bates, 1878
- Ctenostoma landolti Steinheil, 1877
- Ctenostoma longipalpe Naviaux, 1998
- Ctenostoma luctuosum Chaudoir, 1860
- Ctenostoma luteum Naviaux, 1998
- Ctenostoma macilentum Klug, 1834
- Ctenostoma maculicorne (Chevrolat, 1856)
- Ctenostoma maculosum Naviaux, 1998
- Ctenostoma magnum Naviaux, 1998
- Ctenostoma metallicum Castelnau, 1834
- Ctenostoma minimum Naviaux, 1998
- Ctenostoma minusculum Naviaux, 2002
- Ctenostoma modicum Naviaux, 1998
- Ctenostoma monnei Naviaux, 2002
- Ctenostoma nigrum Chaudoir, 1860
- Ctenostoma nitidum Naviaux, 1998
- Ctenostoma obliquatum Chaudoir, 1860
- Ctenostoma oblitum Chaudoir, 1865
- Ctenostoma onorei Naviaux, 1998
- Ctenostoma ornatum Klug, 1834
- Ctenostoma panamense Naviaux & Brzoska, 2005
- Ctenostoma parallelum Naviaux, 1998
- Ctenostoma parvulum Naviaux, 1998
- Ctenostoma pearsoni Naviaux, 1998
- Ctenostoma plicaticolle W. Horn, 1911
- Ctenostoma pusillum Naviaux, 1998
- Ctenostoma pygnaeum (Lacordaire, 1843)
- Ctenostoma rapillyi Naviaux, 1998
- Ctenostoma regium Naviaux, 1998
- Ctenostoma rivalieri Naviaux, 1998
- Ctenostoma rugicolle W. Horn, 1904
- Ctenostoma rugiferum (W. Horn, 1895)
- Ctenostoma rugosum Klug, 1824
- Ctenostoma sahlbergi Chaudoir, 1860
- Ctenostoma sallei Chaudoir, 1860
- Ctenostoma schaumi W. Horn, 1895
- Ctenostoma schmalzi W. Horn, 1898
- Ctenostoma simile Naviaux, 1998
- Ctenostoma simpliceps W. Horn, 1900
- Ctenostoma spinosum Naviaux, 1998
- Ctenostoma subtilesculptum W. Horn, 1913
- Ctenostoma succinctum (Castelnau, 1834)
- Ctenostoma sumlini Naviaux, 1998
- Ctenostoma transversum Naviaux, 1998
- Ctenostoma trinotatum (Fischer, 1821)
- Ctenostoma tumidum Naviaux, 1998
- Ctenostoma turnbowi Naviaux, 1998
- Ctenostoma tyrannum (Thomson, 1859)
- Ctenostoma unifasciatum Dejean, 1831
- Ctenostoma vairai Cassola, 2000
- Ctenostoma vicinum Naviaux, 1998
- Ctenostoma wappesi Naviaux, 1998
- Ctenostoma wiesneri Naviaux, 1998
- Ctenostoma zerchei Naviaux, 1998
- Ctenostoma zikani W. Horn, 1911
- Ctenostoma zonatum Chaudoir, 1860